# Amoreira da Gândara
Pour les articles homonymes, voir Amoreira et Gândara.
Amoreira da Gândara est une ancienne paroisse civile portugaise (en portugais : freguesia) de la municipalité d'Anadia dans le district d'Aveiro.
La loi no 11-A/2013 du 28 janvier 2013, portant réorganisation administrative du territoire des freguesias, fusionne Amoreira da Gândara avec les paroisses voisines de Paredes do Bairro et Ancas pour former l’União das freguesias de Amoreira da Gândara, Paredes do Bairro e Ancas (dont le siège est à Paredes do Bairro).